# 南ドイツ新聞

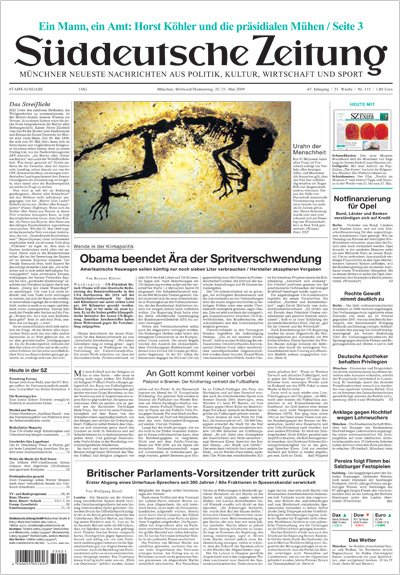
紙面

『南ドイツ新聞』（みなみドイツしんぶん、ジュートドイチェ・ツァイトゥング、Süddeutsche Zeitung, 略称：SZ）は、ドイツ・ミュンヘンに本社を置く南ドイツ新聞社（ジュートドイチャー・フェアラーク、Süddeutscher Verlag）が発行する日刊新聞である。論調は左派・リベラル。

## 概要
第二次世界大戦の終戦から5か月後、1945年10月6日にバイエルンに駐留していたアメリカ軍から発行許可を得た最初の新聞である。同日夜に最初の記事が発行された。主にバイエルン州を中心に読まれているが、ドイツ全土で買うことができ、またドイツ国外でも販売されていることがある。発行部数はドイツ国内最大（タブロイド紙を除く）の約29万部で、ドイツを代表する新聞のひとつである。月曜版では『ニューヨーク・タイムズ』の記事を掲載している。フランスの『ル・モンド』やイギリスの『ガーディアン』との国際共同取材も行っており、ドイツ国内外の賞を多数受賞している。
2001年には、同紙のドイツ国内の記者が別冊付録冊子「南ドイツ新聞マガジン」 が皇太子徳仁親王を侮辱する記事を掲載し、外務省より抗議を受けた。南ドイツ新聞東京支局長は陳謝し、南ドイツ新聞の編集会議でも本件が取り上げられて、「悪ふざけもいいところだ」「南ドイツ新聞の品位を汚すものだ」として糾弾する声が相次ぎ、あまりに記事が酷いとして謝罪をした。
2016年4月にはスクープとしてパナマの法律事務所から流出した、タックス・ヘイヴン（租税回避地）を利用して、各国指導者や富裕層らが脱税や資金洗浄を行っている証拠になるとする「パナマ文書」を入手し、これを報じた。ドイツのテレビ局との共同取材で、ISIL（イスラム国）の内部文書を暴いた。

## 参考
1. ↑  欧州の新聞・雑誌・メディア　ブライト・アセット,2019
2. 1 2  ことば 南ドイツ新聞 毎日新聞 2016年5月9日
3. ↑  “事務次官会見記録（平成13年2月）”. archive.is (2012年9月8日). 2019年9月12日閲覧。
4. ↑  「情報に興味は？」発端＝「パナマ文書」提供者信用－南ドイツ新聞 時事通信 2016年4月6日